# 5520 Natori
5520 Natori è un asteroide della fascia principale. Scoperto nel 1990, presenta un'orbita caratterizzata da un semiasse maggiore pari a 3,0000941 UA e da un'eccentricità di 0,1090664, inclinata di 8,87401° rispetto all'eclittica.